# عصام زهرالدین
عصام زهرالدین (زاده ۹ سپتامبر ۱۹۶۱ - درگذشته ۱۸ اکتبر ۲۰۱۷) از فرماندهان نظامی سوریه بود. وی فرمانده یگان «لبیک یا سلمان» و فرمانده گارد ریاست جمهوری سوریه بود.
مدافع شهر دیرالزور، فرزند سویداء و شیر صحرا لقب‌های وی است.

## زندگی
وی در ۹ سپتامبر ۱۹۶۱ در سویداء در سوریه به دنیا آمد. وی دروزی مذهب بود.
وی پس از فرار مناف طلاس، جای او را در گارد ریاست جمهوری گرفت. چندی بعد به دلیل اعتماد بالایی که به وی شد از طرف فرماندهی ارتش سوریه مأمور حفظ دیرالزور و پیش‌گیری از سقوط این شهر به دست گروه داعش شد. او در طول سال‌هایی که شهر در محاصره بود، در برابر بیش از ۸۰ عملیات داعش که بعضی اوقات تا ۲۰ روز هم طول می‌کشید، مقاومت کرد و مانع از سقوط شهر شد.

## مرگ
عصام زهرالدین در ۱۸ اکتبر ۲۰۱۷ در جریان عملیات پاکسازی بخش غربی محله «حویجه صکر» در غرب شهر دیرالزور در اثر انفجار مین‌های کار گذاشته شده توسط داعش کشته شد.